# Åge Johansen
Åge Johansen (Sarpsborg, 25 giugno 1947) è un ex calciatore norvegese, di ruolo centrocampista.

## Carriera

### Club
Johansen, in giovane età, vestì la maglia dello Sparta Sarpsborg. Giocò poi per il Sarpsborg, ma nel 1971 diventò il primo calciatore a trasferirsi direttamente nei rivali del Fredrikstad. Proprio nel Fredrikstad, costituì un tandem affiatato con Jan Fuglset. Contribuì al raggiungimento della finale di Coppa di Norvegia 1971, persa per 4-1 contro il Rosenborg.
Nel 1972, fece ritorno al Sarpsborg. Nel 1973, invece, tornò a giocare nel Fredrikstad, ma saltò molte partite per infortunio. A fine stagione, per la prima volta nella sua storia, il club retrocesse dalla 1. divisjon. Il Fredrikstad di Johansen si riguadagnò la promozione nel campionato 1974, per retrocedere nuovamente nel 1976. Nello stesso anno, Johansen fu votato comunque come miglior giocatore della squadra. Il Fredrikstad fu nuovamente promosso al termine del campionato 1979. Si ritirò nel 1981.